# 高等商船学校
高等商船学校（こうとうしょうせんがっこう、Nautical College）は、かつて日本に存在した船舶運用等海事分野を専攻とする官立（国立）の実業高等教育機関である。略称は高船（こうせん）。

## 概要
高等商船学校という名称が使用されるようになったのは1925年（大正14年）である。この際に高等商船学校と呼ばれたのは東京高等商船学校と神戸高等商船学校の2校のみである。1943年（昭和18年）に清水高等商船学校が加わり、3校となった。これらの3校は1945年（昭和20年）に統合され、官立高等商船学校（清水本校・東京分校・神戸分校）となる。高等商船学校の所管は逓信省次いで文部省であったが、一部を海軍が所管したため、戦前は準軍学校としても位置付けられた。
戦後、1949年（昭和24年）に新制大学国立「商船大学」が清水校地に発足し、1957年（昭和32年）に清水から東京に移転の上「東京商船大学」（現・東京海洋大学）となる。神戸分校は1946年（昭和21年）に廃止され、海技学院に継承されたのち、1952年（昭和27年）に国立「神戸商船大学」（現・神戸大学海洋政策科学部）となった。
戦前から現在に至るまで、東京では「越中島の商船学校（大学）」、神戸では「深江の商船学校（大学）」と呼ばれて親しまれている。

## 沿革
日本は四面環海の島国であり、航空機の発達以前の海外貿易は専ら船舶によっておこなわれており、外洋で大型の商船を運行する高級船員（いわゆる商船士官）の養成は国家的事業であった。それを受け、三菱財閥や川崎財閥の手により創立された三菱商船学校、川崎商船学校を官立に移管し、東京高等商船学校と神戸高等商船学校の2校が発足した。
両校とも航海科と機関科からなり、前者は運転士（航海士）・船長、後者は機関士、機関長の養成を目指した。高等商船学校は現在の単科大学に相当し船舶業界では「本校」と呼ばれ、中等教育機関の商船学校は「地方」と呼ばれて区別された。修業年限は5年6ケ月を要し全寮制であった。なお、高級船員の養成が国家的事業であった他、海軍当局がイギリス海軍予備員（RNR）制度に倣って創設した日本の海軍予備員制度に基づき生徒を海軍兵籍に編入し、学費や生徒の生活費は官費で賄われた。
高等商船学校は学費が無償であったことに加え、募集人員が航海・機関科それぞれ数十名と少なかったこと、将来高級船員という“花形職業”に就けること、高級船員が民間外交官の役割を担っていたこと、海軍予備員制度により徴兵が猶予され卒業後は予備士官に任官されることなどから、難関校として知られ、全国から秀才が集まった。
校章は羅針盤（いわゆるコンパスマーク）で、神戸校はコンパスマークの中央に桜花がデザインされたものであった。制服は冬服はネイビーブルーの詰襟、夏服は純白の詰襟で、袖にはイギリス海軍士官候補生の制服を模した三つ釦（オリオン座を意匠したもの）が着き、襟部には碇型の海軍生徒徽章を佩用した。当時では珍しく外国語（英語の他、航海科はフランス語、機関科はドイツ語）に堪能であったため、当時の若者たちの憧れの的になり、また巷の女学生にも人気があった。
高等商船学校に入校した生徒は入学即日海軍予備生徒に任命されて兵籍に入り、徴兵の対象外となる。海軍予備生徒の身分は海軍三校（海軍兵学校、海軍機関学校、海軍経理学校）の生徒に準じ、軍の階級上は海軍下士官の上位、准士官の下位に位置づけられた。
カリキュラムは3年間の席上課程に加えて1年間の海軍による軍事実習課程（海軍砲術学校練習課程への入校・修業等）、1年から1年6か月程度の乗船実習課程から構成されていた。教育・生活全般が海軍式であり、学業成績の席次は海軍兵学校同様「ハンモックナンバー」と称された他、生徒は入校から卒業まで例外なく寮生活を送り、生徒隊を組織して分隊編成による集団生活を送った。
卒業後は民間の船舶会社に就職するのが通常であるが、卒業と同時に航海科専攻者は兵科の海軍予備少尉、機関科専攻者は機関科の海軍予備機関少尉に任官し、有事の際は召集され軍務に服する義務を負った。太平洋戦争開戦以降は卒業と同時に召集されるようになった。
戦時中、高等商船学校出身者は召集されて海防艦の艦長、特設艦艇の艦長・艇長、あるいはそれらの艦艇の機関長等として船団護衛、沿岸警備の第一線で活躍したほか、戦艦・空母・巡洋艦・駆逐艦などの連合艦隊の所属艦に配乗された者も少なくなかった。さらに乗り組んでいた商船が船ごと軍に徴用され、危険海域の物資・兵員輸送業務に従事するなど、予備士官といえども海軍兵学校出身の正規士官に負けない働きをした。むしろ海軍兵学校出身者より高等商船学校出身者の戦死率が高く、後世に至るまで両者の関係に禍根を残し、一説には高等商船学校出身の予備士官が中核を担った海上保安庁と、海軍兵学校出身の正規士官が中核を担った海上自衛隊の不仲は、戦時中の両者の関係に端を発するとさえ言われた。
終戦直前、東京・神戸・清水の高等商船学校3校が統合され高等商船学校が発足し、1学年の定員は航海科900名、機関科900名となり、消耗が激しい海軍初級士官の大量養成の一端を担った。東京・神戸の校地はそれぞれ分校となり、本校は清水に集約。戦後、学校教育法施行により国立商船大学と改編されたが、旧・東京高等商船学校及び旧・神戸高等商船学校の関係者から、旧来の2校復元運動が起こり、1952年に至り旧・神戸高等商船学校は旧校地に新たに神戸商船大学として復活・開学し、1957年には静岡県清水市の国立商船大学が旧・東京高等商船学校の旧校地に移転する形で東京商船大学として復活し、東京・神戸両高等商船学校それぞれの伝統を継承することになった。
ただし、法的には東京高等商船学校、神戸高等商船学校は新設の清水高等商船学校に吸収・統合されているため、東京、神戸の学校組織は清水高等商船学校に承継され、清水高等商船学校が戦後、国立商船大学と改組して東京に移転し東京商船大学となったため、旧各高等商船学校の法的な後身組織は現在の東京海洋大学である。神戸商船大学、現在の神戸大学海事科学部は、法的には神戸高等商船学校の校地、伝統、教育機能を継承した新設校になる。
なお、東京海洋大学の1号館校舎は旧・東京高等商船学校を象徴する校舎で現存しているが、旧・神戸高等商船学校を象徴した本館校舎は終戦直前に米軍の空襲により焼失している。
21世紀に至り、東京商船大学は東京水産大学と統合して、東京海洋大学海洋工学部となり、神戸商船大学は神戸大学と統合し神戸大学海事科学部（2021年より神戸大学海洋政策科学部）となる。

### 東京高等商船学校

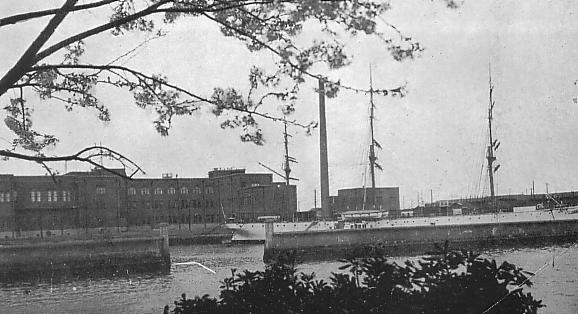
東京高等商船学校（1933年）

- 1875年（明治08年） - 私立「三菱商船学校」が設立される。11月1日、三菱会社は、郵便汽船三菱会社商船学校を設立。1976年1月24日授業開始。
- 1882年（明治15年） - 3月15日官立（国立）（農商務省）に移管され、官立「東京商船学校」と改称。
- 1886年（明治19年） - 官立「商船学校」と改称（1890年（明治23年）まで）。
- 1889年（明治22年） - 大阪商船学校（大阪府所管）を大阪分校とする[2]。
- 1890年（明治23年） - 函館の官立商船学校（逓信省所管）を函館分校とする（現在の北海道函館水産高等学校の源流）。
- 1896年（明治29年） - 再度、官立「商船学校」と改称（1925年（大正14年）まで）。
- 1901年（明治34年） - 大阪・函館両分校廃止[3]（函館分校は北海道庁へ移管）。
- 1923年（大正12年） - 関東大震災で被災[4]。
- 1925年（大正14年） - 文部省所管とされ、官立「東京高等商船学校」と改称。
- 1932年（昭和07年） - 新校舎竣工[5]。
- 1945年（昭和20年） - 東京・神戸・清水の高等商船学校3校が統合し、「高等商船学校」が発足。
  - 本校は旧清水高等商船学校の校地に集約。
  - 旧・東京高等商船学校は「高等商船学校東京分校」となる。
- 1949年（昭和24年） - 学校教育法に拠り、新制・国立「商船大学」が発足。
- 1957年（昭和32年） - 国立商船大学は東京商船学校の旧校地に移転、国立「東京商船大学」と改称。
- 2003年（平成15年）10月 - 東京水産大学と統合し「東京海洋大学海洋工学部」となる。

### 神戸高等商船学校

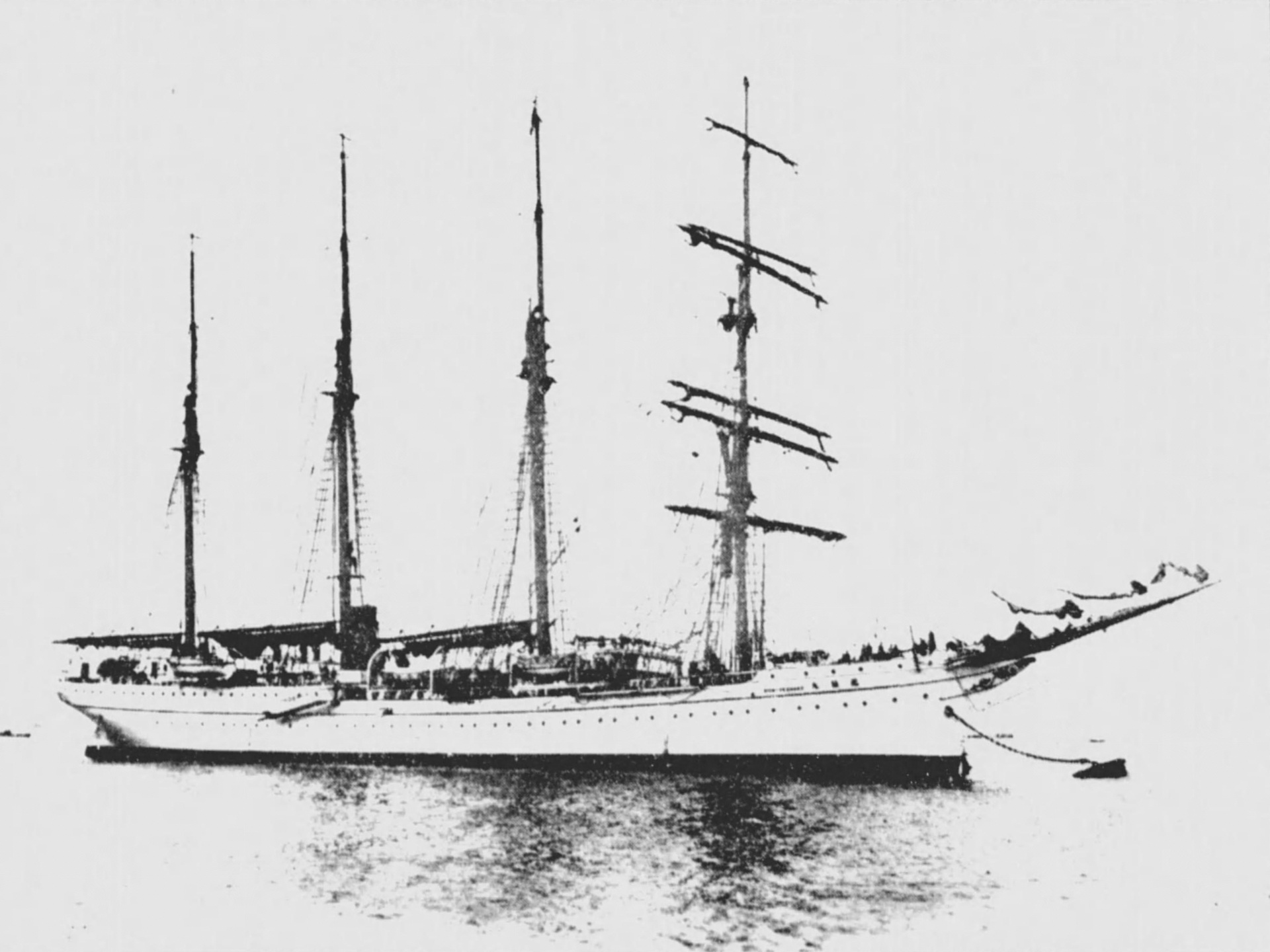
練習船進徳丸

- 1917年（大正6年） - 私立「川崎商船学校」が兵庫県武庫郡本庄村に設立される。
- 1920年（大正9年） - 官立に移管され、官立「神戸商船学校」と改称。
- 1925年（大正14年） - 文部省所管とされ、官立「神戸高等商船学校」と改称。
- 1945年（昭和20年）4月 - 東京・清水の高等商船学校と3校統合により、官立「高等商船学校神戸分校」と改称。
- 1945年（昭和20年） - 8月までの2度の空襲で校舎が焼失し、近隣の小学校などに移転。
- 1946年（昭和21年）1月 - 芦屋市の日本海洋報国団施設に移転。
- 1946年（昭和21年）3月 - 高等商船学校神戸分校が廃止され、全施設及び教職員が海技学院に継承される。
- 1948年（昭和23年） - 本庄村の校地施設が復旧（本庄村は1950年に神戸市東灘区に編入）。
- 1952年（昭和27年） - 旧・神戸高等商船学校が国立「神戸商船大学」として復活・開学、海技学院に継承されていた高等商船学校神戸分校の施設がこの大学へ移管される。
- 1955年（昭和30年） - 海技学院が芦屋に移転し、併設を解消。
- 2003年（平成15年）10月 - 神戸商船大学が神戸大学と統合し、「神戸大学海事科学部」となる。

### 清水高等商船学校
- 1943年（昭和18年） - 官立「清水高等商船学校」開校。
- 1945年（昭和20年） - 東京・神戸両高等商船学校を統合し、官立「高等商船学校」発足。本部が設置され、東京と神戸に分校を設置。
- 1949年（昭和24年） - 新制大学に移行し、高等商船学校は、国立「商船大学」として清水で開学。
- 1957年（昭和32年） - 東京へ移転、国立「東京商船大学」と改称。清水校舎は廃止され、国立清水海員学校校舎に転用された。

## 著名な卒業生
- 菅源三郎 : 商船学校卒、日本郵船勤務後、近海郵船に移籍、長崎丸船長。
- 米窪満亮：東高船（航海）卒、日本郵船勤務、初代労働大臣。
- 三田一也：東高船（航海）首席、日本郵船勤務、海軍海上護衛総司令部調査室長、海軍中佐、戦後は海上保安庁警備救難監。
- 山本平弥：東高船（機関）卒、大阪商船入社、海軍連合艦隊勤務、海軍砲術学校長井分校教官、海軍大尉、戦後は海上保安庁勤務、海上保安学校長、海上保安大学校教授を歴任。工学博士。
- 岩原謙三：東高船卒 日本郵船勤務、芝浦製作所社長、NHK会長。
- 並木良輔：東高船（機関）卒、日本郵船入社、三井物産勤務、東高船教授、並木製作所創業者。
- 鈴木盛：東高船（航海）卒、海軍中佐、海防艦対馬艦長。
- 梅林孝次：神高船（機関）卒、海軍予備員から現役に転官し、海軍航空隊の操縦士となる、日中戦争で戦死、海軍大尉。
- 谷原準造：東高船（航海）卒、大連汽船勤務、特設砲艦北京丸艦長、海防艦福江艦長、海軍少佐。俳優谷原章介の祖父。
- 瀬川直一：東高船（航海）卒、日本郵船勤務、第二代日本海事検定協会会長。
- 森武：神高船（航海）卒、川崎汽船勤務、海軍海上護衛総司令部勤務、海防艦82号艦長、海軍少佐、戦後は海上保安庁勤務。
- 隈部五夫：神高船（航海）卒、大阪商船、東亜海運勤務、海防艦154号艦長、海軍大尉。
- 石井利雄：神高船（機関）首席、三井物産勤務、海軍造船技師、海軍中尉、戦後は日本鋼管造船本部勤務、日本ブラストマシン専務取締役。
- 小山健一：神高船（航海）首席、山下汽船勤務、戦艦武蔵乗組。海軍大尉、戦後、運輸省官僚となる。
- 伊藤邦彦：東高船（機関）大正14年卒、日本郵船勤務、東高船教授、清水高船教授、初代海上保安大学校長、海上自衛隊舞鶴地方総監、海上幕僚副長、海洋会理事会長、日本海技協会会長、海将。
- 安藤平八郎：東高船（機関）昭和2年卒、海上保安庁第八管区海上保安本部長、海上自衛隊初代舞鶴地方総監、警備隊術科学校長、初代海上自衛隊幹部学校長、海上幕僚監部技術部長、佐世保地方総監、海将。
- 山澤久治：東高船（航海）昭和2年卒、海上保安庁神戸海上保安本部長、海上自衛隊横須賀地方総監部総務部長、第1掃海隊群司令、呉地方総監、海将。
- 渡辺信義：東高船（航海）昭和2年卒、日本郵船勤務、海上保安庁警備救難部警備課長、海上幕僚監部経理補給部長、佐世保地方総監、海上幕僚副長、海上自衛隊幹部学校長、海将。
- 薬師神利晴：東高船（航海）昭和11年卒、海上自衛隊第1練習隊司令、第6護衛隊司令、第1掃海隊群司令、横須賀地方副総監、呉地方総監、海将。
- 橋本正久：東高船（航海）昭和15年卒、海上自衛隊第10護衛隊司令、第1掃海隊群司令、海上幕僚監部調査部長、大湊地方総監、海将。
- 山口毅：神高船（航海）昭和16年卒、海上自衛隊第9護衛隊司令、第1掃海隊群司令、海将補。
- 嶋崎昭典：東高船(航海)昭和19年卒、信州大学繊維学部名誉教授。
- 鏑木創：東高船（航海）昭和20年卒、東京音楽学校作曲科卒業、作曲家に。
- 星野哲郎：清水高船卒、日魯漁業勤務、後に作詞家に。
- 雨倉孝之：高船（東京分校）（機関）卒、海軍機関術予備練習生。戦後、東京理科大学を卒業し、日本国有鉄道に勤務、海軍史・海事史の研究家として知られる。
- 田尻宗昭：清水高船（航海）卒、日本で初めて公害事件の刑事責任を追及し「公害Gメン」との異名をとった公務員。
- 愼順晟：商船学校卒（航海）卒（優等賞）、大韓帝国海軍の軍人、大韓帝国軍艦「揚武号」、「広済号」艦長。韓国併合後は仁川海員養成所教官として、のちの大韓民国海軍参謀総長となる朴沃圭、鄭兢謨などの後進の育成にあたる。
- 李龍蕓：東高船（航海）卒、大韓民国海軍第４代参謀総長。